# Сен-Мартен-де-Пре
Сен-Марте́н-де-Пре (фр. Saint-Martin-des-Prés, брет. Sant-Varzhin-Korle) — коммуна во Франции, находится в регионе Бретань. Департамент — Кот-д’Армор. Входит в состав кантона Мюр-де-Бретань. Округ коммуны — Сен-Бриё.
Код INSEE коммуны — 22313.

## География

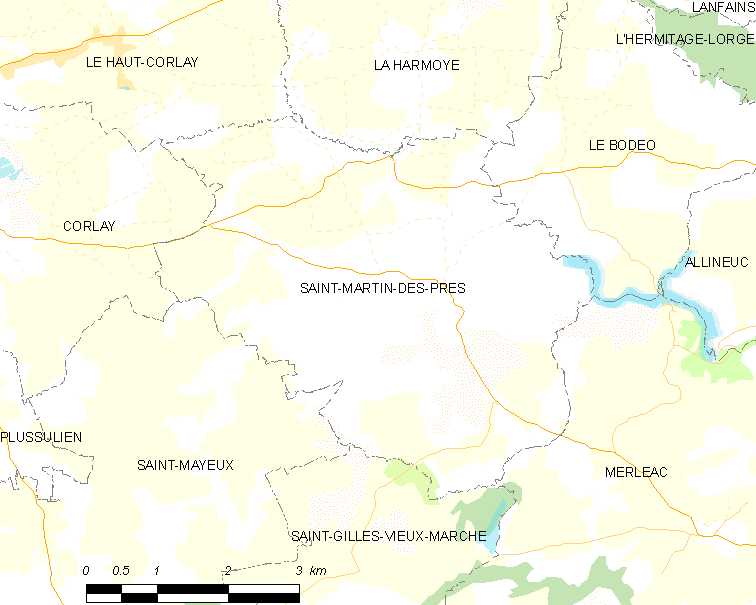
Карта коммуны

Коммуна расположена приблизительно в 400 км к западу от Парижа, в 100 км западнее Ренна, в 27 км к юго-западу от Сен-Бриё.
По территории коммуны протекает река Уст.

## Население
Население коммуны на 2016 год составляло 320 человек.
| 1962 | 1968 | 1975 | 1982 | 1990 | 1999 | 2008 | 2016 |
| ---- | ---- | ---- | ---- | ---- | ---- | ---- | ---- |
| 500  | 592  | 509  | 416  | 385  | 366  | 352  | 320  |

## Администрация
| Период | Период | Фамилия           | Партия                   | Примечания |
| ------ | ------ | ----------------- | ------------------------ | ---------- |
| 1945   | 1959   | Леон Серандур     |                          |            |
| 1959   | 1971   | Марсель Летюржон  |                          |            |
| 1971   | 1983   | Мари-Анник Дюбуа  |                          |            |
| 1983   |        | Кристиан Ле Ригье | Демократическое движение |            |

## Экономика
В 2007 году среди 212 человек в трудоспособном возрасте (15—64 лет) 154 были экономически активными, 58 — неактивными (показатель активности — 72,6 %, в 1999 году было 74,3 %). Из 154 активных работали 140 человек (83 мужчины и 57 женщин), безработных было 14 (5 мужчин и 9 женщин). Среди 58 неактивных 15 человек были учениками или студентами, 20 — пенсионерами, 23 были неактивными по другим причинам.

## Достопримечательности
- Церковь Сен-Мартен
  - Дарохранительница (XVIII век). Исторический памятник с 1911 года[3]
  - Алтарь и заалтарный образ (XVIII век). Исторический памятник с 1958 года[4]
  - Кафедра (XVIII век). Исторический памятник с 1965 года[5]
- Усадьба Клеюно (XV век). Исторический памятник с 1992 года[6]